# Hamilton County (Nebraska)
Hamilton County ist ein County im Bundesstaat Nebraska der Vereinigten Staaten. Der Verwaltungssitz (County Seat) ist Aurora.

## Geographie
Das County liegt südöstlich des geographischen Zentrums von Nebraska, ist im Süden etwa 80 km von Kansas entfernt und hat eine Fläche von 1416 Quadratkilometern, wovon 8 Quadratkilometer Wasserfläche sind. An das Hamilton County grenzen folgende Countys:
|             | Merrick County | Polk County |
| Hall County |                | York County |
|             | Clay County    |             |

## Geschichte
Hamilton County wurde 1867 gebildet. Benannt wurde es nach Alexander Hamilton.
Fünf Bauwerke des Countys sind im National Register of Historic Places eingetragen (Stand 11. Februar 2018).

## Demografische Daten

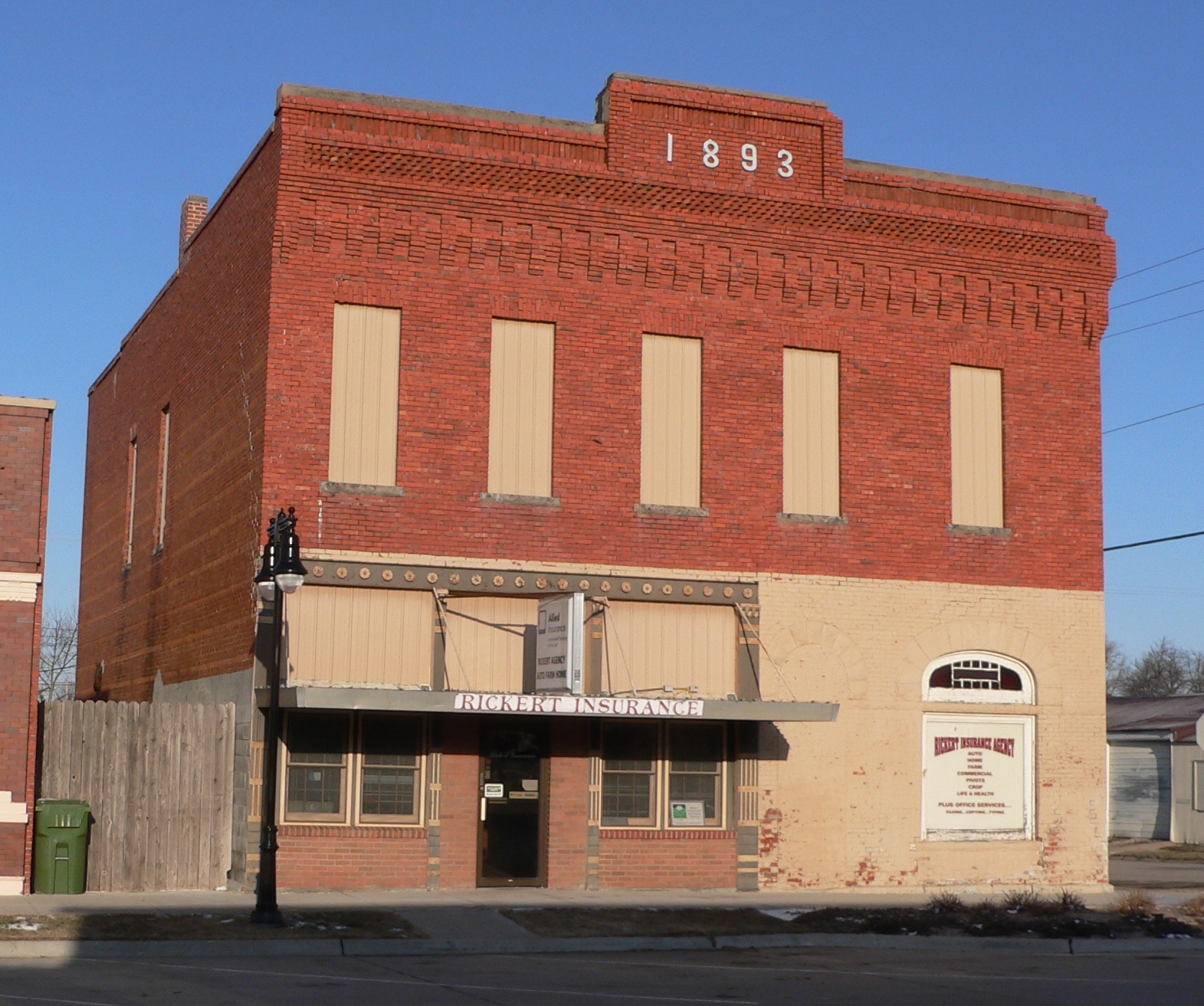
IOOF Opera House, gelistet im NRHP

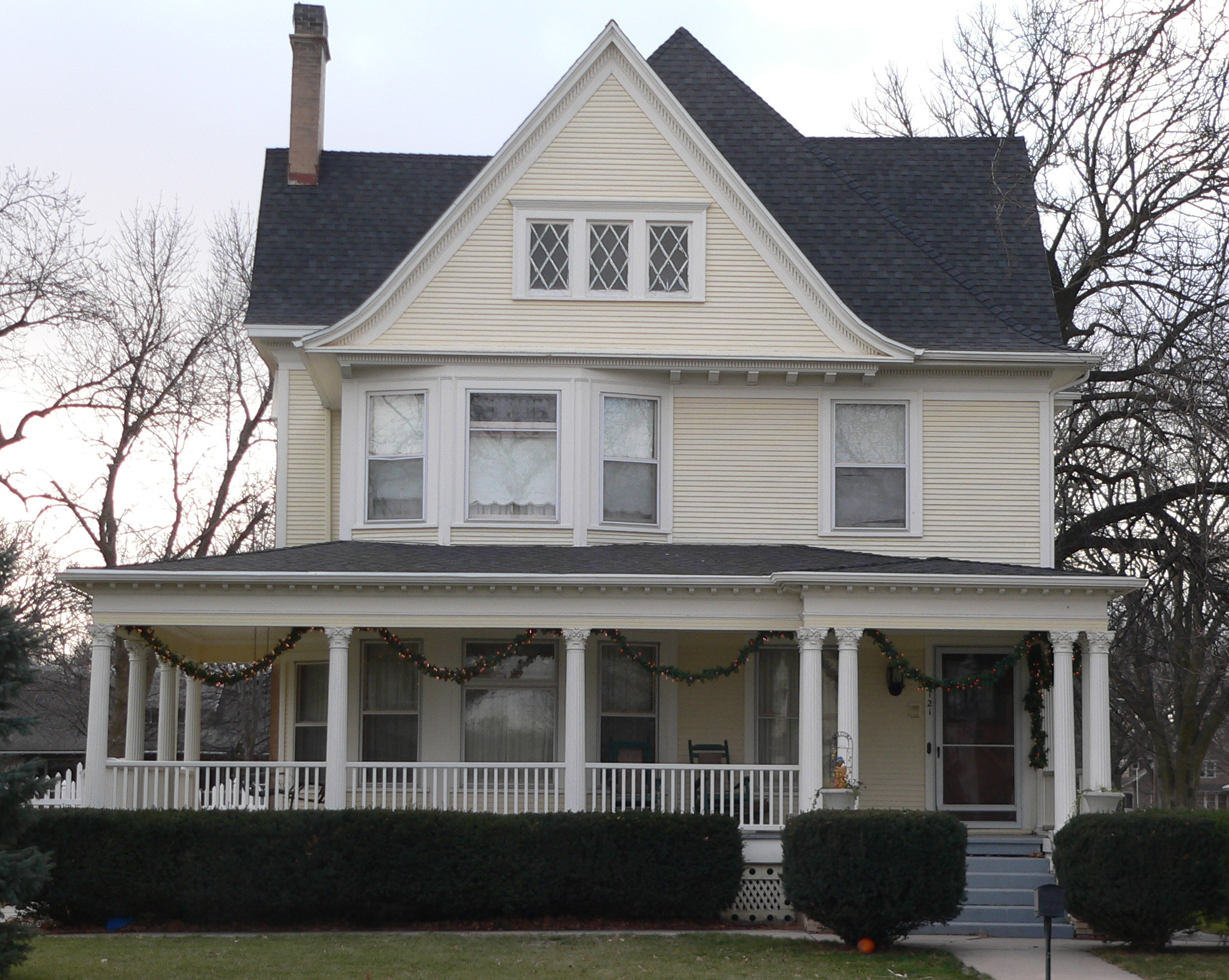
Streeter-Peterson House, gelistet im NRHP

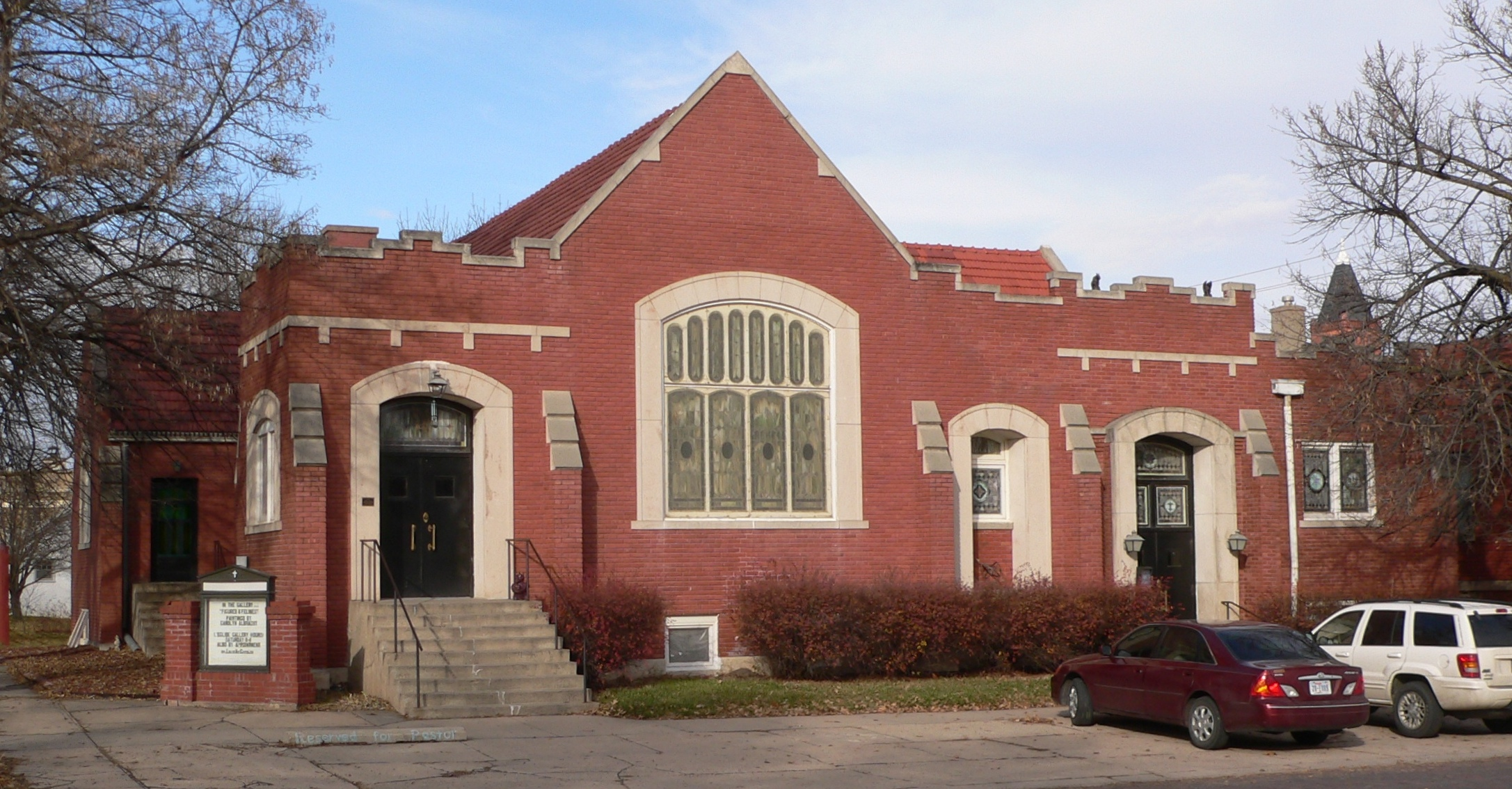
United Brethren Church, gelistet im NRHP

Nach der Volkszählung im Jahr 2000 lebten im Hamilton County 9403 Menschen. Davon wohnten 148 Personen in Sammelunterkünften, die anderen Einwohner lebten in 3503 Haushalten und 2676 Familien. Die Bevölkerungsdichte betrug 7 Einwohner pro Quadratkilometer. Ethnisch betrachtet setzte sich die Bevölkerung zusammen aus 98,43 Prozent Weißen, 0,18 Prozent Afroamerikanern, 0,12 Prozent amerikanischen Ureinwohnern, 0,22 Prozent Asiaten und 0,49 Prozent aus anderen ethnischen Gruppen; 0,56 Prozent stammten von zwei oder mehr Ethnien ab. 1,14 Prozent der Bevölkerung waren spanischer oder lateinamerikanischer Abstammung.
Von den 3503 Haushalten hatten 37,3 Prozent Kinder und Jugendliche unter 18 Jahre, die bei ihnen lebten. 67,4 Prozent waren verheiratete, zusammenlebende Paare, 5,9 Prozent waren allein erziehende Mütter, 23,6 Prozent waren keine Familien, 21,1 Prozent waren Singlehaushalte und in 10,1 Prozent lebten Menschen im Alter von 65 Jahren oder darüber. Die Durchschnittshaushaltsgröße betrug 2,64 und die durchschnittliche Familiengröße lag bei 3,07 Personen.
Auf das gesamte County bezogen setzte sich die Bevölkerung zusammen aus 29,1 Prozent Einwohnern unter 18 Jahren, 5,9 Prozent zwischen 18 und 24 Jahren, 26,5 Prozent zwischen 25 und 44 Jahren, 23,2 Prozent zwischen 45 und 64 Jahren und 15,3 Prozent waren 65 Jahre alt oder darüber. Das Durchschnittsalter betrug 38 Jahre. Auf 100 weibliche Personen kamen 99,4 männliche Personen. Auf 100 Frauen im Alter von 18 Jahren oder darüber kamen statistisch 96,1 Männer.
Das jährliche Durchschnittseinkommen eines Haushalts betrug 40.277 USD, das Durchschnittseinkommen der Familien betrug 45.659 USD. Männer hatten ein Durchschnittseinkommen von 29.238 USD, Frauen 20.308 USD. Das Prokopfeinkommen betrug 17.590 USD. 5,9 Prozent der Familien und 7,5 Prozent der Bevölkerung lebten unterhalb der Armutsgrenze. Davon waren 9,8 Prozent Kinder oder Jugendliche unter 18 Jahre und 5,4 Prozent waren Menschen über 65 Jahre.

## Orte im County
- Aurora
- Giltner
- Hampton
- Hordville
- Kronborg
- Marquette
- Murphy
- Overland
- Phillips
- Stockham